# Prozesstheologie
Die Prozesstheologie ist eine neuere Denkrichtung vorwiegend nordamerikanischer Theologie.
Sie steht in enger Beziehung zur metaphysischen Prozessphilosophie von Alfred North Whitehead (1861–1947), die dieser insbesondere in den Werken Wie entsteht Religion? und Prozess und Realität entwickelt hat.
In der Prozesstheologie wird die Welt als ein ständiger kreativer Prozess des Werdens und Vergehens aufgefasst. Der Grundzusammenhang der Welt ist das Ereignis, keine unveränderlichen Substanzen. Es gibt keine dauerhaft stabilen Objekte, sondern graduell mehr oder weniger stabile Ereigniszusammenhänge, die in einer relationalen Beziehung zueinander stehen. Gott ist in dieser Sicht das konkrete Ereignis, in dem sich alles Geschehen verwirklicht, die bewegte Gesamtheit des Existierens.

## Kernaussagen
Für die Prozesstheologie ist Gott der Ursprung des Neuen und der Ordnung. Die Welt wurde nicht aus dem Nichts geschaffen (creatio ex nihilo), sondern ist ein offener, sich ständig fortsetzender Prozess der Entstehung von Neuem (creatio continua). Die traditionellen Begriffe Sein und Substanz werden durch die Begriffe Prozess und Werden ersetzt. Die gesamte Welt besteht aus Wechselbeziehungen, in die Gott eingebunden ist. Anliegen der Prozessphilosophie ist die Entwicklung eines Weltbildes, das mit den pluralistischen Wirklichkeitserfahrungen der modernen Welt in Einklang gebracht werden kann.
Der Begriff der Prozesstheologie umfasst insbesondere folgende Kernaussagen:
- Die Omnipotenz (Allmacht) Gottes wird neu definiert und teilweise negiert; Gott bedient sich nie des Zwangs zur Ausführung seines Willens, sondern ermöglicht eine Welt der Selbstschöpfung, in der die Subjekte Raum zur freien Entscheidung haben. Hierin liegt auch eine Lösung des Problems der Theodizee.

- Die Wirklichkeit und das Universum definieren sich über Prozess und Veränderung, bestimmt durch willensfreie Individuen. An diesem Punkt schafft die Prozesstheologie eine Verbindung mit modernen wissenschaftlichen Theorien, zum Beispiel der Evolutionstheorie in der Biologie.

- Gott beinhaltet das Universum, aber ist nicht identisch damit (Panentheismus).

- Da Gott ein veränderliches Universum beinhaltet, ist er selbst in der Zeit veränderlich (d. h. von den Geschehnissen im Universum beeinflusst). Gott ist nicht selbstgenügsam, sondern in das Leben des Universums als Urgrund eingebunden. Er reagiert auf das Geschehen in der Welt und wird selbst durch das Werden der Welt.

- Der Mensch verfügt über keine subjektive (oder persönliche), sondern über eine objektive Unsterblichkeit, in welcher sein Leben für immer in Gott, der alles was ist beinhaltet, weiterlebt.

## Strömungen
Die Prozessphilosophie ist kein einheitliches theologisches System. Unter dem Begriff vereinen sich vielmehr eine Vielzahl von Ansätzen, deren Gemeinsamkeit in einigen Kernpunkten und in Bezug auf die Philosophie Whiteheads liegen.
Ein wichtiger Entwickler und Begründer der Prozesstheologie war der ehemalige Assistent Whiteheads in Harvard, Charles Hartshorne (1897–2000), dessen Verdienst v. a. darin bestand, die theologischen Aspekte und Implikationen der Philosophie Whiteheads auszulegen und fortzuführen. Eine Fortführung der Gedanken Hartshornes findet sich bei Schubert Miles Ogden, der sich zugleich mit der Theologie Rudolf Bultmanns auseinandersetzte.
Neben Hartshorne hat sich an der Chicago Divinity School eine eher empiristisch orientierte, naturalistische Theologie entwickelt, deren Gründer Henry Nelson Wieman (1884–1975) war. Martin Luther King promovierte über den Unterschied im Gottesbegriff bei Henry Nelson Wieman und Paul Tillich. Schüler Wiemans waren Bernard Eugene Meland (1899–1993), Bernard M. Loomer (1912–1983) und Daniel Day Williams (1910–1973).
Ein bedeutendes Zentrum prozesstheologischen Denkens ist das 1973 gegründete Center for Process Studies in Claremont, zu dessen Vertretern die Theologen John B. Cobb, der von Chicago nach Kalifornien gegangen war, David Ray Griffin, Lewis S. Ford, Philip Clayton, Roland Faber und Marjorie Suchocki zählen. Hier wird versucht, eine unmittelbare Verknüpfung von prozesstheologischem Denken mit den christlichen Lehren herzustellen. Die Zeitschrift Process Studies wurde 1971 begründet und die ersten Herausgeber waren Cobb und Ford.
In Deutschland findet sich eine sympathisierende Auseinandersetzung mit der Prozesstheologie bei Godehard Brüntrup und Michael Welker, in den Niederlanden bei Jan Van der Veken.